# クーバ (ブランド)
クーバ（英: Kooba）は、アメリカ合衆国のファッションブランドである。

## 概要
1998年にボニーとアッベヘルド親子によって設立された。
2000年、Lynn Pincusがこのブランドに加わった。
2007年、ファイナンシャル・プランナーのSwander Pace Capitalが同社に非公開の投資を行い、現在では過半数の出資者となっている。

## 製品の特徴

### クーバのバッグ
- 革製のものが多く、その特徴的な形状、ハードウェア、さまざまな色で知られている。バッグは、有名人やその他の有名な人物にちなんで名前が付けられる。その一つに、シエナ・ミラーという女優の名前が付けられたバッグがある。

- 価格は200ドルから700ドルの範囲で、高級小売店で販売されている。

- 2007年には現代的な秋のトップスのコレクションを発表した。ブランドにはジャケットとアウターも含まれている。

### 偽造商品とその見分け方
- クーバブランドの製品は高価格のため、かなりの量の偽造商品が生産および販売されており、その一部はEBayなどのオンライン小売およびオークションWebサイトで販売されている。本物であるかを見分けるには、これらの特徴を確認するとよい。
  - タグは両面であり、角でつながれた紐で折り畳まれている。
  - 真正性証明書は各バッグに含まれており、ハンドルにプラスチックがない。

## 愛用している著名人
- シエナ・ミラー
- ジェニファー・アニストン
- クリスティン・ベル
- アヴリル・ラヴィーン